# Svatá Pudentiana
Svatá Pudentiana byla římskokatolická mučednice z 2. století, která odmítla uctívat římské císaře Marka Aurelia a Antonina Pia jako božstva. Je známá také jako Potentiana a je často spojována se svou sestrou mučednicí svatou Praxedou.

## Životopis
Podle legendy sepsané v 8. století a zařazené bollandisty do Bibliotheca hagiographica latina a podle martyrologie z Reichenau byla Pudentiana římskou pannou a mučednicí raně křesťanské církve, dcerou svatého Pudense, přítelkyní apoštolů a sestrou svaté Praxedy. Praxeda a Pudentiana spolu s papežem Piem I. zřídili v domě svého otce vlastní kostel, kde byl Pius I. knězem a v němž křtili pohany. Pudentiana zemřela ve věku 16 let, pravděpodobně jako mučednice, a je pohřbena vedle svého otce Pudense v katakombách Priscilla na Via Salaria.
I když existují důkazy o životě Pudense, neexistují žádné přímé důkazy ani pro Pudentianu ani pro Praxedu. Je možné, že původní označení „ecclesia Pudentiana“ (tj. kostel Pudensův) byl časem zaměněn za „svatou Pudentianu“.

## Uctívání
Bazilika Santa Pudenziana v Římě nese její jméno a její svátek byl slaven 19. května až do revize kalendáře svatých papežem sv. Pavlem VI. z roku 1969, kde už Pudentiana zmiňována není.
Španělský dobyvatel Miguel López de Legazpi, zakladatel moderního filipínského města Manily dobyl Filipíny 19. května 1571 a protože na tento den připadal svátek svaté Pudentiany (ve španělštině Potenciana), prohlásil Pudentianu za patronku svou i celého ostrova.
Apoštolským listem "Impositi Nobis" ze dne 12. září 1942 papež Pius XII. na žádost filipínského biskupství udělil titul Neposkvrněného početí (Immaculate Conception) Panně Marii a prohlásil jí za hlavní patronku země, přičemž dalšími patrony země jsou svatá Pudentiana a Růžena Limská, Rose of Lima (rozená Isabel Flores de Oliva). Listina zmiňuje historické dokumenty uvádějící Pudentianu jako patronku ze 16. století a Růženu Limskou ze 17. století. V historické části Manily se nachází španělská citadela Intramurus, v níž do dnešních dnů je ulice, která nese její jméno.

## Původ jména
Jméno Pudentiana je také název starověkého města a biskupského stolce v římské provincii Numidie. Název města se svatou Pudentií nijak nesouvisí. Město patří mezi titulární stolce uvedené v Annuario Pontificio.
Na území dnešního Česka nebyla nikdy tato světice příliš oblíbená (není jí zde zasvěcena žádná kaple ani kostel) a jméno Pudentiana nikdy nebylo běžně používáno, ale existují ojedinělé zápisy v matrikách o užití tohoto jména – např. roku 1760 v Chroustově u Bohdalova, kdy jméno použili Jiří a Kateřina Chmelařovi, nebo roku 1677 v Lesůňkách u Jaroměřic nad Rokytnou, kdy zde prokazatelně žila žena jménem Potentia.

### Další místa uctívání
- Santa Pudenziana, bazilika v Římě
- Bazilika Santa Prassede v Římě
- Manila, Filipíny, patronka města